# 3.ª Brigada de Voluntarios SS (Estonia)
La 3.ª Brigada de Voluntarios SS (Estonia) (en alemán: 3. Estnische SS Freiwilligen Brigade) fue una formación de las Waffen-SS durante la Segunda Guerra Mundial. Se formó en mayo de 1943, cuando la Legión Estonia (Estnische SS Legion) fue ascendida. El primer nombre elegido para la brigada fue Brigada de Voluntarios SS Estonios, hasta octubre de 1943, cuando se numeraron todas las brigadas de las SS, por lo que finalmente se convirtió en la 3.ª Brigada de Voluntarios (Estonia). La brigada fue expandida a una división y se renombró el 23 de enero de 1944.

## Historial de servicio
En abril de 1943, la Legión Estonia había aumentado su número lo suficiente como para formar una unidad del tamaño de una brigada e incluso pudo enviar un batallón, el Batallón Narva, a la 5.ª División Panzer SS Wiking para reemplazar al batallón finlandés que partía, cuyos miembros habían llegado al final de sus contratos. La nueva 3.ª Brigada de Voluntarios SS (Estonia) tenía en noviembre de 1943, 5.099 hombres y estaba lista para el servicio activo.
En octubre, a la brigada se le asignaron por primera vez deberes antipartisanos en el norte de Bielorrusia. A finales de octubre, el Ejército Rojo rompió las líneas alemanas después de intensos combates en la cercana sección Nevel del frente. Dado que el mando alemán no tenía reservas en la zona, la Brigada Estonia fue transferida a la línea del frente donde empujó a las fuerzas soviéticas entre 5-15 kilómetros el 13 de noviembre.
La Brigada quedó bajo el mando del 8.º Cuerpo del Grupo de Ejércitos Norte. La brigada sufrió graves pérdidas luchando contra numerosos asaltos del Ejército Rojo y finalmente fue obligada a regresar a Opochka y transferida al 1.º Cuerpo de Ejército. Entonces se decidió [vagamente] crear una División Estonia y utilizar la Brigada para formar el cuadro de la 20.ª División SS Waffen de Granaderos (Estonia n.º 1).
La brigada se expandió a una división y pasó a llamarse 20.ª División de Voluntarios SS (Estonia) el 23 de enero de 1944. Fue devuelta a Estonia después de la convocatoria general donde se transformó en la 20.ª División de Granaderos SS (Estonia n.º 1) establecida el 26 de mayo de 1944, cuando absorbió todas las demás formaciones estonias en el ejército alemán y algunas unidades policiales estonias. También se asimiló el Regimiento Finlandés de Infantería n.º 200.

## Comandante
- Obersturmbannführer Franz Augsberger (22 de octubre de 1943-21 de enero de 1944)